# 李蕴滋
李蕴滋（1912年—？），男，奉天（今辽宁）锦县人，中国无线电与制导雷达技术专家，曾任中华人民共和国航空航天工业部研究员。